# Visitación Padilla
Visitación Padilla Irias (Talanga, Departamento de Francisco Morazán, 2 de julio de 1882-Comayagüela, 12 de febrero de 1960) fue una maestra de educación y activista feminista hondureña.
Padilla organizó las asociaciones mutualistas de Honduras, impulso las ligas antialcohólicas y luchó por los derechos de la mujer hondureña. Su papel fue clave en las manifestaciones que se alzaron contra los múltiples abusos de la United Fruit Company de Comayagua.

## Trayectoria
Nació en el Caserío de Ojo de Agua del municipio de Talanga la jurisdicción del Departamento de Francisco Morazán, en la república de Honduras.  Hija de Hilario Padilla y Guadalupe "Lupe" Irías. Se trasladó a la capital, Tegucigalpa, donde obtuvo su título de Maestra de Educación Primaria en 1909. Seguidamente en 1913, formó parte de la fundación del Ateneo de Honduras juntamente con los hombres de letras Rafael Heliodoro Valle y Froilán Turcios, dándose a conocer sus cualidades organizativas. En 1917, fue fundadora del periódico Juan Rafael Mora de orientación liberal, en la ciudad de Tegucigalpa. 
En la guerra civil de 1924, Padilla, se manifestó en forma escrita, en el Boletín de la Defensa Nacional. En ese mismo año fundó Sociedad Cultural Femenina, considerada la primera organización de mujeres del país en la cual lideró a un buen grupo de mujeres de la sociedad tegucigalpense. Formaban parte de ella Graciela Amaya de García, Antonieta, Jesús, Mariana y Ceferina Elvir, María Luisa Medina, Eva Sofía Dávila, Goya Isabel López, Flora Suazo, Ángela y Genoveva Andino, Natalia Triminio, Rosita Amador, Juana Ochoa, Sofía Vega, María López, Adriana Hernández, Florencia Padilla y Rosa Flores. Dicha agrupación en 1926 recibió del gobierno del doctor Miguel Paz Barahona, vía decreto, en el “día de la madre”. 
Padilla se jubiló del magisterio en 1929, el siguiente año,1930, fue invitada a la conmemoración de la fundación del Diario oficial La Gaceta y en 1934 formó el grupo Zelaya Sierra en conmemoración póstuma del artista hondureño, maestro Pablo Zelaya Sierra. Una vez rumorada que el dictador Doctor y general Tiburcio Carias Andino dejaría la administración dictatorial, que regía desde 1936, Padilla se manifestó en las páginas de los diarios Orientación y el Ciudadano. Un año después, Carias se retiró del gobierno, como lo había manifestado y permitió que se realizaran elecciones generales que fueron ganadas por el doctor Juan Manuel Gálvez.
Un acto solemne fue realizado el 25 de enero de 1954, cuando el presidente de turno, el contable Julio Lozano Díaz, reconoció los derechos de la mujer y permitió el voto femenino por primera vez en la república de Honduras, en cuyo acto estuvo presente Padilla.

## Obras publicadas
Además de ser columnista del periódico El Nacional, escribió el libro de lectura infantil Azucenas y el ensayo Pasatiempos e Historias de la Educación Pública Hondureña.

## Reconocimientos póstumos
- Su imagen aparece en el sello postal de Lps 0.02.[4]
- Movimiento de Mujeres por la Paz “Visitación Padilla”.
- Reconocida en el Congreso Nacional de Honduras como la Primera Heroína Nacional, según Decreto Legislativo No. 99-2008, de agosto del 2008.
- Declarado el 2010, como Año de Visitación Padilla.